# The Prodigal Son (Two Gallants)
The Prodigal Son è il quarto singolo del duo californiano Two Gallants e il terzo estratto da What The Toll Tells.

## Il singolo
Il singolo e il video ufficiale debuttano su internet il 3 novembre del 2006.

## Contenuto e Video
La canzone parla di un ragazzo nato da una famiglia borghese e cresciuto con ogni agio e comfort possibile. I suoi genitori, forti del fatto d'aver messo a disposizione del figlio ogni cosa, ripongono molte aspettative nel ragazzo che, invece, seccato e contrariato dalla società liberale moderna, decide di rinnegare le sue origini e di vivere in modo libero e selvaggio a contatto con la natura.
Il video è una sorta di film-documentario che racconta delle sacre tradizioni della corrida portoghese e riprende scene girate durante la "Festa do Divino Espirito Santo" nell'estate del 2006 in Artesia, California.

## Controversie
Verso la fine del video si può vedere la scena di una corrida che termina con alcune lance apparentemente conficcate sulla schiena di un toro. I Two Gallants, a tal proposito, pubblicarono una nota in cui spiegarono che la punta di tali lance erano in velcro e che nessun animale, perciò, era stato ucciso o ferito.

## Formazione
Gruppo
- Adam Stephens - voce, chitarra, armonica a bocca
- Tyson Vogel - cori, batteria

Produzione
- Scott Solter - produzione, missaggio
- Tim Cahill - direzione